# Otto Ribbeck
Johann Carl Otto Ribbeck, född den 23 juli 1827 i Erfurt, död den 18 juli 1898 i Baden-Baden, var en tysk klassisk filolog.
Ribbeck studerade 1852 Vergiliushandskrifter i Italien, blev 1854 gymnasiallärare, från 1859 universitetsprofessor, efter vartannat i Bern, Basel, Kiel, Heidelberg samt 1877 (som sin lärare Ritschls efterträdare) vid universitetet i Leipzig. 
Bland Ribbecks många arbeten kan nämnas:
- Scaenicae Romanorum poesis fragmenta (2 band, 1852-55; 3:e uppl. 1897-98),
- Vergili Opera (1859-68; 2:a upplagan 1894-95, viktig kritisk edition),
- Beiträge zur Lehre von den lateinischen Partikeln  (1869),
- Geschichte der römischen Dichtung (3 band, 1887-92; 2:a upplagan 1894-1900),
- upplagor av Horatius' epistlar och
- Juvenalis,
- en mästerlig biografi över F. W. Ritschl,

samt uppsatser, särskilt i den av honom tillsammans med Anton Klette, senare med Franz Bücheler utgivna tidskriften Rheinisches Museum für Philologie. Hans Reden und Vorträge utkom 1900. 
Omfattande lärdom och stort skarpsinne kännetecknar Ribbecks författarskap. Som textkritiker var han tidigare alltför godtycklig och subjektiv, men blev efter hand betydligt varsammare.